# Кихумба, Джуди
Джуди Кихумба — кенийская переводчица на язык жестов, которая занимается решением проблемы предоставления базовой медицинской информации, особенно связанной с психическим здоровьем, глухим кормящим матерям. В 2022 году она была признана одной из 100 самых вдохновляющих женщин мира по версии Би-би-си.

## Работа и активизм
Кихумба специализировалась на языке жестов, потому что это был единственный курс, который она могла себе позволить, работая горничной и выполняя работу по домашней уборке. Кихумба решила углубить свои знания в этой области в Университете Найроби, в столице Кении. Она окончила Университет Сент-Пола по специальности «коммуникации в целях развития» и получила диплом по консультированию при травмах Кенийской ассоциации профессиональных консультантов.
Кихумба начала работать в United Disability Empowerment Kenya, выбрав сферу инвалидности. В 2010 году она входила в состав комитета экспертов по повышению осведомлённости о новой конституции страны. Эта деятельность позволила ей очень хорошо узнать сообщества глухих в стране. С тех пор она работала сурдопереводчицей на телевидении и на религиозных церемониях.
В 2019 году после рождения второй дочери у Кихумбы случилась послеродовая депрессия. Благодаря этому опыту она осознала важность образования в области психического здоровья, и узнав, что в некоторых больницах Кении нет сурдопереводчиков, которые могли бы предоставлять базовую медицинскую информацию глухим кормящим матерям, она решила работать в этой области. В 2020 году она Кихумба организацию «Talking Hands, Listening Eyes on Postpartum Depression - THLEP» (в переводе с англ. — «Руки говорят, глаза слушают о послеродовой депрессии»).

## Признание
Кихумба в 2022 году была признана одной из 100 самых вдохновляющих женщин мира по версии Би-би-си.